# Dicerocaryum
Dicerocaryum, biljni rod iz porodice sezamovki smješten u tribus Sesameae. Sastoji se od 4 vrste iz tropske i južne Afrike. Kew ovaj rod tretira kao sinonim za Sesamum.

## Etimologija
Latinsko ime roda Dicerocaryum potječe od dvije grčke riječi, dikeros, što znači "dva trna", i karyon, što znači "orah", što opisuje okrugli plod s dvije bodlje.

## Opis
Zeljaste biljke sa široko raširenim poleglim jednogodišnjim stabljikama. Lišće varijabilno. Cvjetovi pojedinačni u pazušcima listova, nose duge uspravne peteljke. Vjenčić koso zvonasti; limb blago 2-usan. Prašnika 4. Ovarij 2-lokularan. Plod u obliku diska s 2 uspravne stožaste bodlje iz središnjeg uzdignutog dijela.

## Vrste
1. Dicerocaryum eriocarpum (Decne.) Abels
2. Dicerocaryum forbesii (Decne.) A.E.van Wyk; endem Južne Afrike
3. Dicerocaryum senecioides (Klotzsch) Abels
4. Dicerocaryum zanguebarium (Lour.) Merr.